# Svein di Norvegia
Svein di Norvegia, detto anche Svein Alfífuson, Sveinn Knútsson o Sweno, soprannominato óforsynjukonungr (Un re che non avrebbe dovuto nascere) (1016 circa – 1035), fu un figlio di Canuto il Grande, re di Danimarca e d'Inghilterra, e della sua prima moglie, Ælfgifu di Northampton, una nobildonna anglosassone. Svein fu reggente di Norvegia per conto del padre tra il 1030 ed il 1035.

## Biografia
Nel 1029, Håkon Eiriksson, vassallo di re Canuto in Norvegia, venne dato per disperso in mare e Olav Haraldsson, il re di Norvegia deposto da Canuto, tentò di recuperare il suo regno, ma venne sconfitto ed ucciso nella battaglia di Stiklestad.
Canuto inviò quindi il figlio Svein e la moglie Ælfgifu in Norvegia, dove essa governò in qualità di reggente del quattordicenne Svein, tra l’altro risolvendo la problematica convivenza con la sua nuova e più influente moglie, Emma di Normandia regina d'Inghilterra. Questa situazione provocò numerose proteste tra i norvegesi più eminenti, che avrebbero preferito prendere personalmente il posto dei Conti di Lade (Ladejarls), la dinastia che aveva funto da reggente della corona durante i recenti anni di dominazione straniera. Alcuni nobili come Einar Tambarskjelve e Kalf Arnason, erano in particolare contrari in quanto affermavano che Canuto aveva promesso loro il potere.
Gli anni 1030 furono un periodo particolarmente difficile nella storia europea: la politica danese in Norvegia cambiò, crebbero il coinvolgimento reale e la regolamentazione in numerose aree. Secondo le saghe tramandate fino ad oggi, la tassazione imposta da Ælfgifu e Svein e le nuove leggi emanate contribuirono ad accrescere il risentimento verso di essi.
Snorri Sturluson scrive che:
Questa situazione creò le condizioni per il formarsi di una base di resistenza popolare contro il nuovo regime che aveva le stesse caratteristiche del sommovimento che, in precedenza, Sant'Olav aveva domato.
Nel 1033 ci fu una battaglia a Soknasund, nel Ryfylke. Tryggve Olavsson giunse con un esercito dall'Inghilterra: egli affermava di essere il figlio di Olav Tryggvason, re di Norvegia e quindi reclamava il regno per sé stesso. Svein e la sua armata, probabilmente composta delle truppe scelte danesi, si scontrarono con il pretendente e vinsero la schermaglia, durante la quale Tryggve venne ucciso.
Più tardi, durante lo stesso inverno, Kalf Arnason ed Einar Tambarskjelve decisero di recarsi a Gardarike per incontrarsi con Magnus, figlio di Olav Haraldsson, e portarlo con loro in Norvegia. Il popolo si schierò dalla parte di Magnus e contro i danesi; Svein dovette fuggire in Danimarca, dove morì poco tempo dopo.
Da quel momento i Re di Danimarca dovettero abbandonare le proprie pretese sul trono di Norvegia, e fu solo molti secoli più tardi che i danesi riuscirono a reimporsi in Norvegia.

## Svein in Shakespeare
Svein è un importante personaggio dello sfondo storico del primo atto del Macbeth di Shakespeare, in cui è chiamato Sweno:
(William Shakespeare, Macbeth)

## Ascendenza
|                        |   |                        | Genitori               |  |  | Nonni |  |  | Bisnonni              |  |  | Trisnonni       |  |
|                        |   |                        |                        |  |  |       |  |  | Aroldo I di Danimarca |  |  | Gorm il Vecchio |  |
|                        |   |                        |                        |  |  |       |  |  | Aroldo I di Danimarca |  |  | Gorm il Vecchio |  |
|                        |   | Thyra                  |                        |  |  |       |  |  | Aroldo I di Danimarca |  |  |                 |  |
| Sweyn I di Danimarca   |   |                        |                        |  |  |       |  |  | Aroldo I di Danimarca |  |  |                 |  |
|                        |   | Gyrid di Svezia        | Olof (II) Björnsson    |  |  |       |  |  |                       |  |  |                 |  |
|                        |   | Gyrid di Svezia        | Olof (II) Björnsson    |  |  |       |  |  |                       |  |  |                 |  |
|                        |   | Gyrid di Svezia        | Ingeborg Thrandsdotter |  |  |       |  |  |                       |  |  |                 |  |
| Canuto II di Danimarca |   | Gyrid di Svezia        |                        |  |  |       |  |  |                       |  |  |                 |  |
|                        |   | Miecislao I di Polonia | Siemomysł              |  |  |       |  |  |                       |  |  |                 |  |
|                        |   | Miecislao I di Polonia | Siemomysł              |  |  |       |  |  |                       |  |  |                 |  |
|                        |   | Miecislao I di Polonia | Gorka (forse)          |  |  |       |  |  |                       |  |  |                 |  |
| Sigrid la Superba      |   | Miecislao I di Polonia |                        |  |  |       |  |  |                       |  |  |                 |  |
|                        |   | Dubrawka               | Boleslao I di Boemia   |  |  |       |  |  |                       |  |  |                 |  |
|                        |   | Dubrawka               | Boleslao I di Boemia   |  |  |       |  |  |                       |  |  |                 |  |
|                        |   | Dubrawka               | Biagota                |  |  |       |  |  |                       |  |  |                 |  |
| Svein di Norvegia      |   | Dubrawka               |                        |  |  |       |  |  |                       |  |  |                 |  |
|                        | … | …                      |                        |  |  |       |  |  |                       |  |  |                 |  |
|                        | … | …                      |                        |  |  |       |  |  |                       |  |  |                 |  |
|                        | … | …                      |                        |  |  |       |  |  |                       |  |  |                 |  |
| Ælfhelm di Northumbria | … |                        |                        |  |  |       |  |  |                       |  |  |                 |  |
|                        |   | …                      | …                      |  |  |       |  |  |                       |  |  |                 |  |
|                        |   | …                      | …                      |  |  |       |  |  |                       |  |  |                 |  |
|                        |   | …                      | …                      |  |  |       |  |  |                       |  |  |                 |  |
| Ælfgifu di Northampton |   | …                      |                        |  |  |       |  |  |                       |  |  |                 |  |
|                        |   | …                      | …                      |  |  |       |  |  |                       |  |  |                 |  |
|                        |   | …                      | …                      |  |  |       |  |  |                       |  |  |                 |  |
|                        |   | …                      | …                      |  |  |       |  |  |                       |  |  |                 |  |
| …                      |   | …                      |                        |  |  |       |  |  |                       |  |  |                 |  |
|                        |   | …                      | …                      |  |  |       |  |  |                       |  |  |                 |  |
|                        |   | …                      | …                      |  |  |       |  |  |                       |  |  |                 |  |
|                        |   | …                      | …                      |  |  |       |  |  |                       |  |  |                 |  |
|                        |   | …                      |                        |  |  |       |  |  |                       |  |  |                 |  |